# Bridgeport (Alabama)
Bridgeport és una ciutat del Comtat de Jackson (Alabama) als Estats Units d'Amèrica.

## Demografia
Segons el cens del 2000, Bridgeport tenia 2.728 habitants, 1.159 habitatges, i 793 famílies. La densitat de població era de 337,6 habitants/km².
Dels 1.159 habitatges en un 29,7% hi vivien nens de menys de 18 anys, en un 49,7% hi vivien parelles casades, en un 13,9% dones solteres, i en un 31,5% no eren unitats familiars. En el 29,5% dels habitatges hi vivien persones soles el 13,1% de les quals corresponia a persones de 65 anys o més que vivien soles. El nombre mitjà de persones vivint en cada habitatge era de 2,35 i el nombre mitjà de persones que vivien en cada família era de 2,88.
Per edats la població es repartia de la següent manera: un 24% tenia menys de 18 anys, un 8,4% entre 18 i 24, un 27,1% entre 25 i 44, un 24,9% de 45 a 60 i un 15,5% 65 anys o més.
L'edat mediana era de 38 anys. Per cada 100 dones hi havia 90,2 homes. Per cada 100 dones de 18 o més anys hi havia 86,3 homes.
La renda mediana per habitatge era de 28.981 $ i la renda mediana per família de 33.712 $. Els homes tenien una renda mediana de 30.685 $ mentre que les dones 19.583 $. La renda per capita de la població era de 15.779 $. Aproximadament el 9,5% de les famílies i el 13,4% de la població estaven per davall del llindar de pobresa.

## Poblacions properes
El següent diagrama mostra les poblacions més properes.